# Cassida algirica
Cassida algirica es un coleóptero de la familia Chrysomelidae.
Fue descrita científicamente por primera vez en 1849 por Lucas.